# Ernst von Plener
Ernst von  Plener (magyarosan Plener Ernő) , Eger (Csehország), 1841. október 18. – Bécs, 1923. április 29.) osztrák politikus, Ignaz von Plener fia.

## Életpályája
Tanulmányait Bécsben és Berlinben végezte s azután a diplomáciai pályára lépett. Előbb a párizsi, majd a londoni követségen működött egészen 1873-ig, amikor a birodalmi gyűlés tagja lett. Az idősebb vezérek halálával Plener lett a szabadelvű alkotmányos párt (Deutschliberale Verfassungspartei) elnöke, majd az egyesült balpárt vezére, mely állásában azután különösen a federalisztikus Taaffe-kormány ellen (1879-93) szívós harcot folytatott a parlamentben, a cseh tartománygyűlésben pedig a csehek követelései ellen küzdött. Miután a Taaffe-kormány bukása után a császár a Windischgrätz herceg elnöklete alatt alakult koalíciós kormányra bízta az ügyeket, a németek részéről Plener és Wurmbrandt gróf lépett be az új kabinetbe (1893. november 11.) Plener a pénzügyi tárcát vállalta magára és azonnal az adóügy gyökeres reformjához fogott. Folytatta továbbá a valutaszabályozást és megreformálta, illetőleg felemelte a szeszadót, hogy az állami tisztviselőknek kilátásba helyezett fizetés- és lakbéremelés költségeit előteremtse.
E nagy szabású programot azonban a kormány bomlása és leköszönése folytán végre nem hajthatta. Csakhamar kitűnt, hogy a nemzetiségi kérdéssel szemben a koalíciós kabinet sem tud egységes határozatban megállapodni. Miután Plener a német ajkú Cilliben létesítendő szlovén gimnázium felállítását nem tudta megakadályozni: a saját pártjával került ellentétbe, mely a Cilli-kérdésben a kormány ellen szavazott, azután pedig a koalícióból kilépett. A kormány immár létjogosultságát veszítette és 1895. június 19-én beadta lemondását, mire Plener a sivár parlamentáris pályával szakítva és pártjától el sem búcsúzva, a közös számvevő törvényszék (Rechnungshof) elnöke lett (1895. július 10-től 1918-ig). Plener Eötvös József báró leányát, Máriát vette feleségül.

## Műve
- Visszaemlékezései Erinnerungen címen jelentek meg 3 kötetben (Wien, 1911 - 1921)